# Битва за Голиад
Битва за Голиад (англ. Battle of Goliad, исп. Batalla de Goliad) — второе боестолкновение Техасской революции. Ранним утром 10 октября 1835 года восставшие техасские поселенцы атаковали мексиканский гарнизон, состоящий из солдат мексиканской армии в форте Президио ла Байя, расположенном недалеко от поселения Голиад Мексиканского Техаса, на половине пути между Сан-Антонио-де-Бехар (где был расположен другой значительный мексиканский гарнизон) и главным техасским портом Копано-Бей.
В сентябре техасцы составили заговор о похищении генерала Коса, который направлялся в Голиад с тем, чтобы подавить мятеж. Первоначально центральный комитет, координирующий восстание отверг этот план. Однако после победы техасцев в битве при Гонзалесе капитан Джордж Коллингсуорт и члены техасской милиции в Магагорда двинулись маршем на Голиад. В пути они узнали, что генерал Кос и его люди направились в Сан-Антонио-де-Бехар, тем не менее, марш был продолжен.
Гарнизон в ла Байе был неукомплектован и не мог держать оборону периметра форта. Используя топоры, позаимствованные у горожан, повстанцы смогли прорубить ворота и войти в комплекс, прежде чем основная масса солдат гарнизона могла узнать об этом. После получасовой битвы мексиканский гарнизон под командой полковника Хуана Лопеса Сандовала капитулировал. Один мексиканский солдат был убит, трое были ранены, в то время как у техасцев ранен был только один человек. Большинству мексиканских солдат было приказано оставить Техас. Техасцы захватили провизии на 10 тыс. долларов и три орудия, которые вскоре были использованы техасской армией при осаде Бехара. Благодаря этой победе силы Коса в Бехаре оказались отрезанными от побережья, подкрепления и снабжение они могли запрашивать и получать только посуху.

## Предыстория
В 1835 в Техасе были расположены два больших гарнизона: в миссии Аламо близ Сан-Антонио-де-Бехар и в форте Президио-ла-Байя близ Голиада. Бехар был политическим центром Техаса, а Голиад лежал на полпути между Бехаром и главным портом Техаса Копано-бей. Военное и гражданское снабжение обычно осуществлялось морем из мексиканских портов в Копано-бей, и уже оттуда грузы посуху распределялись по техасским поселениям.
В начале 1835 года после того как мексиканское правительство отвергло федералистскую модель устройства и перешло к централизму, наиболее осмотрительные колонисты Техаса начали создавать комитеты по переписке и безопасности. Их деятельность координировал центральный комитет, расположенный в Сан-Фелипе-де-Остин. В июне техасцы подняли небольшой по масштабам мятеж, направленный против таможенной службы. Волнения в Анауаке побудили президента Мексики Антонио Лопеса де Санта-Анну отправить в Техас дополнительные войска. В июле полковник Николас Кондель привёл 200 человек подкрепления в Президио-ла-Байю. На следующий месяц в Бехар прибыл отряд солдат под командой полковника Доминго де Угартчеа. Полагая, что лишь сильные меры могут утихомирить мятеж, Санта-Анна приказал своему зятю генералу Мартину Перфекто де Косу: «Подавлять сильной рукой всех, кто, забывая свой долг перед нацией, принявшей их как своих детей, стремятся жить по своим собственным правилам, без подчинения законам». 20 сентября Кос высадился в Копано-бей, под его командой было приблизительно 500 солдат. Он быстро объехал порт и посетил небольшой гарнизон в Рефухио, оставив в каждом из этих мест небольшие группы солдат для усиления гарнизона. Основная часть его отряда прибыла в Голиад 2 октября.
Ранее 18 сентября несколько техасцев, включая Джеймса Фэннина, Филиппа Диммитта и Джона Линна независимо друг от друга начали разрабатывать планы захвата Коса в Копано или в Голиаде. Как только военные корабли Коса были замечены из Копано-бей, колонисты Рефухио отправили гонцов в Сан-Фелипе де Остин и в Матагорда с предупреждением о скором появлении Коса. Рассудив, что без артиллерии взять мексиканский форт у Голиада будет невозможно, центральный комитет не стал отдавать приказ о штурме.
Хотя Фэннин, Диммитт и Джон Линн продолжали настаивать на атаке Голиада внимание техасцев вскоре переключилось на события в Гонсалесе, где небольшая группа техасцев не подчинилась приказам Угартчеа. Колонисты стремительно бросились им на помощь и 2 октября произошла битва при Гонсалесе, положившая официальное начало техасской революции. Узнав о техасской победе, Кос поспешил в Бехар. 5 октября он покинул основную группу своих солдат, но из-за отсутствия подходящего транспорта большинство груза осталось в ла Байе.

## Прелюдия
6 октября члены техасской милиции в Матагорда собрались в доме Сильвануса Хатча. Первым делом они избрали своим капитаном Джорджа Коллингсуорта. Первым лейтенантом был назначен доктор Уильям Карлетон, вторым лейтенантом — Д. С. Коллингсуорт. После выборов милиционеры решили идти на ла Байю, захватить Коса и отобрать у него 50 тысяч долларов, которые по слухам он вёз с собой. Техасцы разослали гонцов по ближайшим поселениям, предупреждая о своих поисках. В полдень 50 техасцев были готовы отправиться в марш из Матагорды. Во время марша по неизвестным причинам милиционеры застрелили Карлетона и выбрали себе нового первого лейтенанта, которым стал Джеймс У. Мур.
На следующий день экспедиция остановилась в Виктории, где к ней присоединились англоязычные колонисты из других поселений и 30 теханос. Хотя не было составлено более или менее аккуратных списков историк Стефен Хардин решил, что численность техасцев доходила до 125 человек. 9 октября 49 бойцов подписали «Пакт волонтёров, находящихся под командованием Коллингсуорта». Они постановили, что остаются лояльными мексиканскому федеральному правительству и не тронут тех, кто также остался верен федералистам.
Один из новоприбывших торговец Филипп Диммитт получил сообщение от торгового представителя в Голиаде, что Кос 9 октября со своим военным грузом отправился из ла Байи в Сан-Антонио-де-Бехар. Не зная об этом, техасец Айра Инграм с авангардом остановился в 1,6 км от Голиада. Дальнейшие события покрыты туманом. Согласно воспоминаниям мексиканского генерала Висенте Филисола (который вообще не был в Техасе в 1835 году) техасцы задумали выманить командира гарнизона ла Байи полковника Хуана Лопеса Сандоваля и его офицеров из форта. Они якобы решили устроить бал и пригласить на него мексиканских офицеров. Хотя полковник Сандовал, капитан Мануэль Сабрьего и лейтенант Хесус де ла Гарса уже направлялись на бал, они заподозрили предательство и вернулись в форт. Ни один техасский источник не упоминает об этом. Несколько техасцев, включая Диммитта прибыли вечером в город, пытаясь найти проводников. Их поиск оказался успешным, несколько теханос, проживавших близ Голиада присоединились к техасским силам. Они сообщили, что под командой Сандовала находится всего 50 человек — этого было недостаточно, чтобы защитить форт по всему периметру и наблюдать за подходами к форту.
Главная часть техасских солдат под командой Коллингсуорта заблудилась в темноте и сбилась с дороги. Вскоре они забрели в мескитовые заросли. Когда они прорубались через них, выходя на обратный путь к дороге, им повстречался техасский колонист Бен Милам, недавно сбежавший из тюрьмы в Монтеррее. Он присоединился к милиционерам как частное лицо, и вскоре группа соединилась с авангардом.

## Битва
Когда объединённый техасский отряд готовился к атаке, они послали гонца к алькальду города, предписывая ему сдаться. В 11 вечера алькальд ответил, что город останется нейтральным, он не будет сдаваться, как и сражаться. Однако несколько горожан снабдили техасских милиционеров топорами. Техасцы разбились на несколько групп, каждая из которых выбрала свой подход к форту. В предутренние часы 10 октября техасцы пошли в атаку. Единственный часовой попытался поднять тревогу, но был немедленно застрелен. Техасцы быстро прорубили дверь в северной стене и ворвались во внутренний двор. Услышав шум, мексиканские солдаты поднялись на стены, чтобы защищать форт.
Мексиканцы открыли огонь, ранив в плечо вольноотпущенника Сэмюэля МакКуллока, которого освободил его хозяин Джордж Коллингсуорт. После примерно получасовой перестрелки техасцы прекратили огонь, и их глашатай прокричал мексиканцам, что «техасцы вырежут вас всех, если вы немедленно не выйдете и не сдадитесь». Мексиканский гарнизон немедленно капитулировал.

## Эпилог
МакКуллох был единственным раненым среди техасцев, позднее было заявлено, что он стал первым, кто пролил кровь во время техасской войны за независимость. Благодаря этому отличию он обрёл постоянное место жительство в Техасе, так как более поздний закон запретил вольноотпущенникам проживать в Техасской республике. В 1840 техасские законодательные власти сделали специальное исключение для МакКуллоха, его семьи и его потомков в качестве награды за его службу и ранение.
Мексиканские потери были оценены в 1—3 убитых и 3—7 раненых. Около 20 солдат сбежало. Они предупредили гарнизоны в Копано и Рефухио о поднявшихся техасцах, эти гарнизоны покинули свои посты и присоединились к солдатам в форте Липантитлан. Бен Милам проводил оставшихся солдат в Гонзалес, ставшим позднее местом образования техасской армии. Стефен Ф. Остин, командир техасской армии, позднее освободил пленных мексиканцев с условием, что они покинут Техас и дадут клятву больше не сражаться с жителями Техаса. Одному раненому мексиканскому солдату разрешили остаться в Голиаде, как и капитану Мануэлю Сабрьего, который был женат на местной женщине. Однако Сабрьего начал тайно организовывать группу поселенцев в Голиаде, симпатизирующих Мексике.
Техасские войска конфисковали провизию, найденную ими в форте. Они также нашли 300 мушкетов, большинство которых были сломаны и не поддавались ремонту. Диммитт нанял двух оружейников, которые могли привести оставшееся оружие в годное состояние. Провизия, одежда, одеяла и другие ценности были оценены в 10 тысяч долларов. Новый квартирмейстер форта Джон Дж. Линн доложил о захваченных 175 бочках муки, вместе с большими запасами сахара, кофе, виски и рома. В следующие три месяца провизия была распределена между ротами техасской армии. В руки техасцев также попали несколько орудий.
Спустя несколько дней большинство техасских поселенцев присоединились к группе в ла Байе. Большинство из них были из Рефухио. Историк Хобарт Хьюсон полагает, что эти люди стали последними, кто получил весть о готовящейся атаке. Остин оставил в Голиаде 100 человек под командой Диммитта, оставшаяся часть отправилась на соединение с техасскими силами, выступившими на войска Коса в Бехаре. Коллинсуорт вернулся в Матагорду, чтобы рекрутировать дополнительных солдат, но 14 октября оставшиеся техасцы в Голиаде тоже выступили на Бехар.
Для генерала Коса потеря Голиада стала потерей связи с Копано, бывшим ближайшим портом к Бехару. Теперь мексиканский гарнизон в Бехаре мог получать грузы и подкрепления только посуху.